# Prisca Awiti Alcaraz
Prisca Awiti Alcaraz (20 de fevereiro de 1996) é uma judoca mexicana. Foi medalhista de prata nos Jogos Olímpicos de Verão de 2024 em Paris.
Awiti-Alcaraz nasceu em Enfield, Reino Unido, filha do pai queniano Xavier e da mãe mexicana María Dolores. Sua mãe é de León, Guanajuato. Antes de começar no judô, ela nadava e fazia ginástica. Seus irmãos Philip, Joshua, Samy e Micheal, assim como seus primos, todos se juntaram ao Enfield Judo Club. Ela estudou desempenho esportivo na Universidade de Bath e foi membro do Team Bath Sports Training Village.
Awiti-Alcaraz representa o México desde 2017 e se mudou para o México a partir do Reino Unido em tempo integral em 2022. Ela se recuperou de uma lesão no ombro para ganhar a medalha de prata no Campeonato Pan-Americano Sênior em Guadalajara em abril de 2021. Ela foi selecionada para competir nos Jogos de Verão de 2020 e enfrentou Boldyn Gankhaich na primeira rodada.